# Stazione di San Leonardo (San Giuseppe Vesuviano)
La stazione di San Leonardo è una stazione della ferrovia Circumvesuviana.
Si trova sulla ferrovia Napoli-Ottaviano-Sarno.

## Storia
Fu inaugurata dopo il 1938.

## Strutture e impianti
Particolarità di questa fermata è che la banchina e la biglietteria sono separate da un passaggio a livello su di una strada che divide il territorio comunale di San Giuseppe Vesuviano, sede della biglietteria, dal territorio comunale di Ottaviano, che invece ospita la banchina.

## Servizi
La stazione dispone di:
- Biglietteria
- Servizi igienici